# Embargo (publikowanie naukowe)
Embargo – okres, w którym publikacja naukowa nie jest powszechnie dostępna ze względu na ograniczenia nałożone przez wydawcę lub dostawcę treści. Możliwość skorzystania z niej jest ograniczona tylko do instytucjonalnych lub indywidualnych odbiorców opłacających korzystanie z takich zasobów. Okres embargo ustalają wydawcy publikacji naukowych i to od ich decyzji zależy czas jego trwania. Może to być od kilku do nawet kilkudziesięciu miesięcy (zwykle jednak od 6 do 24 miesięcy).
Embargo zwykle dotyczy opóźnienia w powszechnym dostępie do artykułów publikowanych w elektronicznych czasopismach wydawanych w formule otwartego dostępu (tzw. opóźniony open access, ang. delayed open access). Termin embargo bywa używany zamiennie z terminem "okres karencji" lub "ruchoma ściana" (ang. moving wall), co obrazowo przedstawia sytuację, w której występuje luka między dostępem do bieżących numerów czasopisma ukrytych za "ścianą opłat" (ang. paywall), a numerami archiwalnymi, powszechnie dostępnymi dla każdego. Co jakiś czas (na przykład na początku każdego roku) "ściana" przesuwa się, umożliwiając korzystanie bez przeszkód z niedostępnych dotąd zasobów. Przykładowo czasopismo "X" z 24 miesiącami embargo w 2019 roku będzie udostępniało dla każdego zainteresowanego roczniki z 2016 roku i starsze. 
Obok embargo na otwarcie dostępu do treści czasopisma przez wydawcę, występuje również zjawisko embargo na samoarchiwizację (ang. self-archiving), a więc realizację zielonej drogi open access. Wydawca przyjmuje określoną politykę wydawniczą w tym względzie i/lub wskazuje w konkretnej umowie z autorem artykułu naukowego okres, w którym autor nie może opublikować swej pracy w repozytorium cyfrowym, na swojej domowej stronie internetowej czy w serwisach społecznościowych dla naukowców typu ResearchGate. Embargo na samoarchiwizację dotyczyć może preprintu dokumentu, postprintu czy też jego wersji wydawniczej. 
Udostępnianie publikacji z opóźnieniem czasowym ma w założeniu umożliwienie wydawcy pozyskania korzyści finansowych stanowiących rekompensatę poniesionych kosztów procesu wydawniczego. W ten sposób wydawcy dostarczają wartościowe treści swym prenumeratorom, zanim staną się one bezpłatne. W publikowaniu naukowym okres embargo wyliczany jest często na podstawie wzorców wykorzystania artykułów. Im większa gotowość odbiorcy do opłacania natychmiastowego dostępu (im większe i bardziej niecierpiące zwłoki zainteresowanie treścią czasopisma), tym bardziej prawdopodobne, że wydawca będzie skłonny ustanowić embargo na bezpłatny dostęp do treści. Czas ograniczonego dostępu do konkretnych tytułów czasopism nie zawsze musi być niezmienny. Bywa, że wydawcy  dokonują rewizji czasu trwania embargo dla poszczególnych tytułów.